# Одиночество (отношения)
В юридическом смысле, одиноким считается человек, который не состоит в серьезных отношениях или не является частью гражданского партнёрства. Термин часто используется для обозначения кого-то, кто не вовлечен в какие-либо серьезные романтические отношения, включая длительные свидания, помолвку, брак, или кого-то, кто «одинок по своему выбору». Одинокие люди могут участвовать в свиданиях и других мероприятиях, чтобы найти постоянного партнера или супруга.
Одинокими могут быть как несемейные люди, так и те, которые развелись, овдовели или не поддерживают постоянные отношения.
С экономической точки зрения одинокий человек представляет собой домохозяйство состоящее из одного человека, при этом не является семьёй.

## Культура
Одиночество часто отражалось в литературе и кинематографе, в том числе в фильмах и телесериалах «Секс в большом городе», «Одиночки», «Два с половиной человека», «Игры разума».